# Magnus Carlander
Carl Magnus Carlander, född 24 september 1837 i Norra Åsarps socken, död 27 juni 1911 i Stockholm, var en svensk bibliografisk författare.
I sin ungdom var han baptistpredikant, men blev senare grosshandlare. Han var en ivrig samlare, och utgav det omfångsrika arbetet Svenska bibliotek och exlibris (4 band 1889-1894, 2:a upplagan 6 band 1902-04), som trots bristande kritisk granskning blev ett utomordentligt viktigt arbete för bok- och bibliotekshistoriskt intresserade. Carlander utgav även Miniatyrmålare i Sverige (1897).

## Digitaliserade verk
- Svenska bibliotek och ex-libris 3. Stockholm: Förlagsaktiebolaget Iduna. 1904. Libris xhwnkqqnvm7ntrjd. https://gupea.ub.gu.se/2077/83651
- Svenska bibliotek och ex-libris 4:1. Stockholm: Förlagsaktiebolaget Iduna. 1904. Libris zjzs2g8dwbg1vb3j. https://gupea.ub.gu.se/2077/83855
- Svenska bibliotek och ex-libris 4:2. Stockholm: Förlagsaktiebolaget Iduna. 1904. Libris 1l31t3knz3pt622l. https://gupea.ub.gu.se/2077/83992